# المنطقة الغربية (الكاميرون)
المنطقة الغربية (بالإنجليزية: West Region)‏ هي منطقة في الكاميرون، بلغ عدد سكانها 2,269,136 نسمة وذلك حسب إحصائيات سنة 2007، عاصمتها بافوسام، تبلغ مساحتها 13,892 كيلومتر مربع.

## الموقع
تشترك في الحدود مع:
- إقليم الشمال الغربي
  - المنطقة الساحلية
  - سنتر
  - محافظة آداماوا
  - جنوب غرب.

## التقسيمات الإدارية
- Bamboutos [الإنجليزية]‏
- Hauts-Plateaux [الإنجليزية]‏
- Haut-Nkam [الإنجليزية]‏
- Koung-Khi [الإنجليزية]‏
- Menoua [الإنجليزية]‏
- Mifi (department) [الإنجليزية]‏
- Ndé [الإنجليزية]‏
- Noun (department) [الإنجليزية]‏.